# Anthrenus aterrimus
Anthrenus aterrimus is een keversoort uit de familie spektorren (Dermestidae). De wetenschappelijke naam van de soort werd in 1871 gepubliceerd door Gerstaecker.